# Calamanthus fuliginosus
El sedosito estriado (Calamanthus fuliginosus) es una especie de ave paseriforme de la familia  Acanthizidae endémica del sureste de Australia, incluida Tasmania. 

## Subespecies
Comprende las siguientes subespecies:
- Calamanthus fuliginosus albiloris
- Calamanthus fuliginosus bourneorum
- Calamanthus fuliginosus diemenensis
- Calamanthus fuliginosus fuliginosus